# 제물 (영화)
《제물(The Goat)》은 1921년 개봉한 미국의 코미디 영화이다. 버스터 키턴과 맬컴 세인트 클레어가 감독·각본·출연을 하였으며, 그 외에 버지니아 폭스, 조 로버츠, 에드워드 F. 클라인 등도 출연하였다.

## 줄거리
곤궁한 삶을 사는 버스터(버스터 키턴)는 실수로 경관을 공격해 경찰들에게 쫓기는 신세가 된다. 간신히 경찰들을 따돌리고 옆 마을로 이동한 버스터는 마을 사람들에게 살인마로 찍히는데, 감옥을 탈출한 살인마 데드 숏 댄(맬컴 세인트 클레어)의 현상수배 사진에 버스터의 얼굴이 들어가는 실수가 벌어졌기 때문이다. 검거를 노리고 그를 잡으러 오는 마을 경찰서장(조 로버츠)을 상대로 버스터는 다시 쫓기는 신세가 된다. 전에 만난 여자(버지니아 폭스)와 재회해 그녀에 집에 들어간 버스터는 이내 여자가 경찰서장의 딸이라는 사실을 알게 된다. 경찰서장의 추격을 최종적으로 따돌린 버스터는 여자와 함께 결혼을 염두에 두고 가구점에 들어간다.

## 캐스팅
- 버스터 키턴 - 버스터
- 버지니아 폭스 - 경찰서장의 딸
- 조 로버츠 - 경찰서장
- 맬컴 세인트 클레어 - 데드 숏 댄
- 에드워드 F. 클라인 - 경찰관

## 같이 보기
- 버스터 키턴의 작품 목록